# Hartwig Gauder
Hartwig Gauder (10. listopadu 1954 Vaihingen an der Enz, Bádensko-Württembersko – 22. dubna 2020 Erfurt) byl východoněmecký atlet, olympijský vítěz, mistr světa a mistr Evropy v chůzi na 50 km.
První mezinárodní úspěch zaznamenal na juniorském mistrovství Evropy 1973 v tehdy západoněmeckém Duisburgu, kde získal zlato v chůzi na 10 km. V roce 1981 se stal v Grenoble halovým mistrem Evropy v chůzi na 5 km. Vybojoval také bronzové medaile na letních olympijských hrách 1988 v jihokorejském Soulu, na evropském šampionátu 1990 ve Splitu a na světovém šampionátu 1991 v Tokiu.
V roce 1996 onemocněl virovým zánětem srdečního svalu. Několik měsíců žil s umělým srdcem, než podstoupil transplantaci. Zotavil se natolik, že se mohl několikrát zúčastnit Newyorského maratonu. Kvůli transplantovanému srdci soutěžil mezi handicapovanými a jedenkrát byl diskvalifikován, neboť nedodržel minimální limit a v cíli byl příliš brzo.

## Osobní rekordy
- chůze na 20 km – 1.24:22,7 – 1978
- chůze na 50 km – 3.39:45 – 30. září 1988, Soul